# Anastasios Orlandos
Anastasios Kimōnos Orlandos (griechisch Αναστάσιος Κ. Ορλάνδος; * 23. Dezember 1887 in Athen; † 6. Oktober 1979 ebenda) war ein griechischer Architekt, Bauforscher und Archäologe, der sich große Verdienste um die Klassische Archäologie und die Byzantinische Kunstgeschichte in Griechenland, insbesondere die Erforschung und Restaurierung antiker und byzantinischer Bauten, erwarb.

## Leben und Werk
Anastasios Orlandos war Urenkel des griechischen Politikers und Revolutionärs Ioannis Orlandos, der eine wichtige Rolle bei der Griechischen Revolution spielte und zu den Gründungsmitgliedern der Archäologischen Gesellschaft zu Athen gehörte. Anastasios Orlandos studierte 1904 bis 1908 Architektur an der Technischen Universität Athen und studierte dann Archäologie an der Philosophischen Fakultät der Universität Athen unter anderem bei Wilhelm Dörpfeld, Georg Karo, Rudolf Heberdey und Anton von Premerstein. Von 1912 bis 1913 nahm er am 1. Balkankrieg teil. 1915 wurde er mit einer Arbeit zu den Giebeln des Poseidon-Tempels von Sunion promoviert.
Von 1910 bis 1914 arbeitete er bei verschiedenen Ausgrabungen (darunter Kerameikos in Athen unter Alfred Brueckner, Andros, Elis). Zwischen 1910 und 1917 gehörte er zu den Mitarbeitern von Nikolaos Balanos bei Restaurierungen auf der Akropolis von Athen, insbesondere der Propyläen. 1920 bekam er das Amt des Direktors für die Restaurierung antiker Denkmäler übertragen, das er bis 1942 leitete, von 1942 bis 1958 leitete er die Direktion für die antiken und historischen Denkmäler Griechenlands und führte somit die griechische Denkmalschutzbehörde. Von 1919 bis 1940 lehrte Orlandos zusätzlich als ordentlicher Professor für Bauformenlehre an der Technischen Universität Athen, von 1943 bis 1958 lehrte er dort Geschichte der Architektur. Von 1939 bis 1958 lehrte er als ordentlicher Professor für Byzantinische Archäologie an die Athener Universität.
Im Verlaufe seiner Tätigkeit erweiterte sich Orlandos’ Arbeitsspektrum immer mehr von der Klassischen Archäologie hin zur Byzantinischen Kunst. Er war neben der Sicherung diverser antiker Kulturgüter auch für die Restaurierung zahlreicher byzantinischer Kirchen verantwortlich. Als Architekt versuchte er häufig, byzantinische Architektur in neue Bauten einzubringen. Zu seinen Werken gehörte beispielsweise die 1931 fertiggestellte Kirche Agios Dionysios Areopagitis in Athen und neben weiteren etwa 50 Kirchen auch Agios Vassilios.
Für seine zahlreichen Verdienste wurde Orlandos hoch geehrt, unter anderem als Mitglied zahlreicher in- und ausländischer wissenschaftlicher Akademien und Gesellschaften. 1946 wurde er Sekretär der von ihm 1926 mitbegründeten Akademie von Athen, was er bis 1956 blieb. 1950 war er Präsident dieser zentralen wissenschaftlichen Einrichtung Griechenlands. Schon 1936 wurde ihm das Großkreuz des Griechischen Palmenordens verliehen, 1947 wurde er Ritter (Chevalier) der Ehrenlegion, 1968 wurde ihm der Herder-Preis der Universität Wien verliehen. Seit 1971 war er korrespondierendes Mitglied der British Academy. 1979 wurde er Ehrenmitglied des Deutschen Archäologischen Instituts. Von 1951 bis zu seinem Tod war Orlandos (General)Sekretär der Archäologischen Gesellschaft zu Athen. 1965, 1968 und nochmals 1978 ehrte ihn die Athener Akademie mit Festschriften. Bei seinen Arbeiten verband er die akademische und die praktische Arbeit beim Antikendienst wie nur wenige andere Archäologen. Hier war er sowohl konservatorisch-restauratorisch, wie auch als Ausgräber aktiv. 1958 beendete er mit seiner Pensionierung beide Tätigkeiten. Mit zu seinen wichtigsten Werken gehört das Archiv der byzantinischen Monumente (Αρχείον των βυζαντινών μνημείων της Ελλάδος), das er zwischen 1937 und 1973 in zwölf Bänden publizierte. Andere Studien befassten sich etwa mit antiken Baumaterialien und frühbyzantinischen Kirchen mit Holzdächern. Er war ein Vertreter der gleichrangigen Bedeutung aller Kulturgüter Griechenlands von der Antike bis zur Neuzeit, was auch vom Antikendienst aufgenommen wurde.

## Schriften (Auswahl)
- Το αέτωμα του εν Σουνίω ναού του Ποσειδώνος. In: Archaiologikon Deltion. Band 1, 1915, S. 1–27.
- Ο εν στρατώ της Ακαρνανίας ναός του Διός. 1924.
- Μοναστηριακή αρχιτεκτονική. 1927. (2. Auflage. 1958)
- Monuments byzantines de Chios. 1930.
- Μεσαιωνικά μνημεία της πεδιάδος των Αθηνών και των κλιτυών Υμηττού – Πεντελικού, Πάρνηθος και Αιγάλεω. 1933.
- Συμβολή στη βυζαντινή αρχιτεκτονική. 1937.
- Η ξυλόστεγος παλαιοχριστιανική βασιλική της μεσογειακής λεκάνης. 3 Bände. 1952–1954.
- Τα υλικά δομής των αρχαίων Ελλήνων και οι τρόποι εφαρμογής αυτών κατά τους συγγραφείς, τας επιγραφάς και τα μνημεία. 1955.
- Η Παρηγορήτισσα της Άρτης. 1963.
- Les matériaux de construction et la technique architecturale des anciens Grecs. 2 Bände. de Boccard, Paris 1966–1968.
- Η αρχιτεκτονική του Παρθενώνος. 3 Bände. 1977.
- Λεξικόν αρχαίων ελληνικών αρχιτεκτονικών όρων. 1986.

## Belege
1. ↑  Churches in Athens: Agios Dionysios Areopagitis (Saint Dionysios). In: Athens Info Guide. 2009, abgerufen am 24. Juli 2021 (englisch).
2. ↑  Deceased Fellows. (PDF 540 kB) In: thebritishacademy.ac.uk. British Academy, 27. Mai 2020, abgerufen am 13. Juli 2020 (englisch).
3. ↑  150 Jahre Deutsches Archäologisches Institut 1829–1979. Festveranstaltungen und Internationales Kolloquium 17.–22. April 1979 in Berlin. Zabern, Mainz 1981, ISBN 3-8053-0477-3, S. 26–27.

| Personendaten    | Personendaten |
| ---------------- | --- |
| NAME             | Orlandos, Anastasios |
| ALTERNATIVNAMEN  | Ορλάνδος, Αναστάσιος (griechisch); Orlandos, Anastasios Kimōnos; Orlandos, Anastasios K.; Orlandos, Anastasios C.; Orlandos, Anastassios |
| KURZBESCHREIBUNG | griechischer Architekt, Bauforscher, Archäologe und Denkmalpfleger                                                                       |
| GEBURTSDATUM     | 23. Dezember 1887 |
| GEBURTSORT       | Athen |
| STERBEDATUM      | 6. Oktober 1979 |
| STERBEORT        | Athen |